# Стасюки (Брестская область)
Стасюки́ (бел. Стасюкі) — деревня в Кобринском районе Брестской области Белоруссии. Входит в состав Тевельского сельсовета.
По данным на 1 января 2016 года население составило 18 человек в 15 домохозяйствах.

## География
Деревня расположена в 20 км к северо-западу от города Кобрин, 8 км к северо-востоку от станции Тевли и в 66 км к востоку от Бреста.
На 2012 год площадь населённого пункта составила 0,48 км² (48 га).

## История
Населённый пункт известен с 1742 года. В разное время население составляло:
- 1999 год: 35 хозяйств, 63 человека;
- 2009 год: 28 человек;
- 2016 год[2]: 15 хозяйств, 18 человек;
- 2019 год[1]: 13 человек.